# 伯父様の夢
『伯父様の夢』（おじさまのゆめ、ロシア語: Дядюшкин  сон）は、フョードル・ドストエフスキーの中編小説で、1859年『ロシアの言葉』3月号に発表された。

## 概要
シベリヤ流刑後にドストエフスキーの名前で発表されたものとしては、最初の作品となる。彼がロシア内地へ帰ることを許される5か月前であった。この作品も『ステパンチコヴォ村とその住人』と並んでユーモア小説の系列に属するものである。1859年5月9日付の兄ミハイル宛の手紙でドストエフスキーは、『ステパンチコヴォ村とその住人』の執筆を一時中断して、『伯父様の夢』を書き上げたと述べている（）。
この作品は「モルダーソフ年代記より」という副題が付き、全15章で構成されている。シベリア流刑後に発表された作品としては、1849年に彼がペテルブルクのペトロパヴロフスク要塞監獄で書き上げ、1857年8月『祖国雑記』に発表された『小さな英雄』が最初のものであるが、これはペンネームによる発表であった。従ってドストエフスキーの署名で発表されたものとしてはこの作品が最初のものとなる。彼はこれより先に「ロシア報知」誌へむけて長編『ステパンチコヴォ村とその住人』を書きはじめていたが、できるだけ早く金に換えようと「ロシアのことば」誌へ向けたこの作品を先に完成させたようだ。原稿を送るに際して、兄ミハイルに「いちばん肝心なのは、僕の中編がとどき次第、できるだけ早くその金をこちらに送る必要があるということです」（）としきりに送金を迫っている。というのも、ドストエフスキーは1857年2月にマーリヤ・ドミートリイェヴナと最初の結婚をしていて、そのための借金の返済に加えて、ロシア本土への帰還に備え、なんとしてもその費用を捻出する必要があると考えていたからである。この作品は、オムスク監獄出獄後に兵役義務を課された辺境の都市セミパラチンスク在住時に書かれた。作品の舞台となったのもそうした地方都市の社交界である。そこでは、おそろしくあけすけな「貴婦人」たちが、これまたおそろしくポンコツな侯爵を相手に欲にまみれた策謀を繰り広げるという一種のドタバタ喜劇である。作品に対する当時の評価は、あまり芳しいものではなかった。（）ドストエフスキー自身も、後になってモスクワ大学の学生M・P・フョードロフに宛てた手紙で「今度、改めて読み返してみて、あれはよくない作品であることが分かりました。小生はあの当時あれをシベリアで、刑期満了後はじめて、文学活動を再開したいというただその目的のために（かつての徒刑囚に対する）検閲の目をひどく気にしながら書き上げたのでした」（）と述懐している。結局、ドストエフスキーはこの作品を舞台にのせたいと許可を求めて来たにその学生に、「上演なさるおつもりなら、上演なさって」結構だが、「小生の名前は出さないでいただきたい」と断りを入れているところからも、失敗作と考えていたようである。

## あらすじ
マーリヤ・アレクサンドロヴナ・モスカリョーヴァはモルダーソフ市の第一の貴婦人であることは誰も認めるところである。それは彼女が、誰よりも情報通であったことと、抜きんでた政治力をもっていたからである。彼女は夫が退職したのを機に夫を郊外に遠ざけ、今はジナイーダ・アファナーシイェヴナという絶世の美人で23歳になる一人娘と市内に暮らしていた。娘は、二年ほど前に小学校教師の青年と恋愛関係に落ち、彼女が書いたという恋文が人から人に渡ったという噂がまことしやかに流されるという事件が起こったが、母親のマーリヤ・アレクサンドロヴナはそれをまもなくあとかたもなくもみ消した。そこで、彼女はそろそろ娘を適当な相手と結婚させなければと考えていたところ、若いスマートな貴族青年であるパーヴェル・アレクサンドロヴィッチ・モズグリャコフという求婚者が現れたのである。しかし、それから5か月も経つのに娘との結婚話はなかなか進まず母親がやきもきしているところに、K侯爵がモルダーソフにやってきてマーリヤ・アレクサンドロヴナの家に寄ることになったのである。K侯爵は大地主の名門貴族であり、かつては街でもその名を轟かせたことがあるが、一時は親戚の者たちから狂人扱いされ、今やある中年女に監視されながら自分の領地で世捨て人のように暮らしていたのだが、たまたまその監視女が屋敷を留守にしたため、その留守を見計らって屋敷を抜け出したのであった。そして知り合いの司祭を訪ねる途中に馬車の事故に遭い、そこに侯爵の遠い親戚だというモズグリャコフがたまたま出くわして「伯父様」を助け出し、とりあえずマーリヤ・アレクサンドロヴナの家に連れてきたのである。
そして、マーリヤ・アレクサンドロヴナはK侯爵の訪問が大きなチャンス到来だとひらめいたのだ。彼女は、うだつのあがらないモズグリャコフよりも侯爵の方がはるかに娘の結婚には有利だという判断がはたらいたのである。ジーナの魅力で侯爵をたぶらかすのはいとも簡単に思えた。しかし、母親は娘がまだあの青年のことを忘れられないでいることを知っていた。娘がそんな話に簡単に乗るとは思えなかったが、あの侯爵なら1, 2年も経たずに亡くなるから、そのあとではあなたが誰と再婚しようとあなたの自由なのだ、という母親の誘いにまんまと乗せられて、結局彼女は母親の提案に従うことにしたのである。うまい具合にモズグリャコフが出かけてくれたので、母親と娘が自宅のサロンで侯爵に熱い接待を繰り広げると、侯爵はジーナの美貌に心奪われ、その歌声に我を忘れ、お嬢さんを愛している、この場ですぐにでも式を挙げたいと言い出したのだ。しかし、モズグリャコフは実はその様子を隣の物置部屋の鍵穴から見ていた。出てきたモズグリャコフはジーナを非難するが、ジーナは平然と突っぱねた。母親はそれを見て、モズグリャコフをうまく丸め込むことに成功する。つまり、侯爵が亡くなったあとで、ジーナが再婚する相手としてはあなたしかいない、というわけだ。モズグリャコフも、母親の言葉にすがるしかないので、一旦は引き下がったが、しかし、彼はそのあと冷静になって考えた結果、あの母親の言うことは信用できないと思い直し、そこで一計を案じたのである。2階で休んでいる侯爵の部屋にそっと忍び込み、娘に結婚の申し込みをしたと浮かれ気分でいる侯爵に、彼は、伯父さんまた夢を見たんですね、そんなの夢に決まっています、結婚なんて言い出したらまた親戚の者たちに精神病院に入れられてしまいますから、どんなことがあっても夢を見たことにしないとダメですよと言い、侯爵もそれを聞いてかつての悪夢を思い出し、夢を見たことにしようと心に決めるのである。そして侯爵来訪の噂話を聞いて集まってきた社交界の婦人連を前に、マーリヤ・アレクサンドロヴナは、侯爵がさきほど娘に結婚の申し込みをした、と発表するのだが、侯爵はどうやらあれは夢だったようだ、と言い出し、マーリヤ・アレクサンドロヴナと激しい押し問答になる。周りの婦人連もいささかあきれ顔になったその時、ジーナが、突然侯爵に向かって、実は私たちはあなたを騙したのです、侯爵という位に目がくらんで、あなたをたぶらかそうとしたのです、と言ったのだ。その正直な捨て身の告白は侯爵を感動させたばかりでなく、モズグリャコフをも動かしてしまった。モズグリャコフは、実は侯爵に夢の話を吹き込んだのは自分である、と告白したのである。侯爵は、頭が混乱して、それではもう一度さっきのサロンでの出来事を順を追って思い出してみようと、あれこれ思い出しているうちに、そこに来ている婦人連の話も飛び出し、その話に婦人連の一人がマーリヤ・アレクサンドロヴナに怒り出し、それについて侯爵が言った一言から今度は侯爵にも婦人連の怒りの矛先が向けられ、その場は修羅場と化したのである。侯爵はモズグリャコフに連れられ、なんとかその場を逃げ出した。
この一件によりマーリヤ・アレクサンドロヴナの名は地に落ちたが、さらに追い打ちをかける出来事が起こる。ジーナが、翌日なんとあの噂の青年の危篤の知らせを受けて、青年の元に駆けつけたのである。1年半ぶりに二人は再会を果たすが、その2日後に青年は亡くなった。一方、侯爵も宿屋へ身を落ち着けるとその夜のうちに発病して危篤に陥り、それから3日目に亡くなった。モルダーソフの人たちは、哀れな侯爵を死に至らしめたマーリヤ・アレクサンドロヴナ家の者たちを激しく非難した。侯爵の葬式を出したのは、たまたまそこを訪れた侯爵の本当の甥にあたる人物で、自称甥のモズグリャコフは姿をくらましてしまった。マーリヤ・アレクサンドロヴナ一家もほどなくモルダーソフを離れ、一家の郊外と市内の領地は売りに出された。
それから3年の月日が経ち、モズグリャコフはある学術探検隊に志願して辺境の地の学術調査に加わることになった。はるか遠隔の地で探検隊の一行はそこの総督の家の舞踏会に招待された。なんと驚いたことに若い美人の総督夫人はあのジーナだったのだ。しかし、彼女はモズグリャコフにまったく気づかないようであった。母親のマーリヤ・アレクサンドロヴナも健在だった。参会者の話では総督夫人は名門出の令嬢で、また母親は最上流クラスの出の方だと評判らしい。モズグリャコフはなんだかやりきれない気持ちで、そこを後にしたが、翌日仕事で郊外に出ると、すっかり気持ちも持ち直していた。
－了－

## 登場人物
マーリヤ・アレクサンドロヴナ
モルダーソフ市の貴婦人。ジーナの母親。
ジナイーダ・アファナーシイェヴナ（愛称ジーナ）
23歳になる美人のマーリヤ・アレクサンドロヴナの娘。
アファナーシィ・マトヴェーイッチ
マーリヤ・アレクサンドロヴナの夫。
K侯爵
遺産を相続して大地主となった老侯爵。一見若そうに見えるが、身体はボロボロである。
パーヴェル・アレクサンドロヴィッチ・モズグリャコフ
ジナイーダ・アファナーシイェヴナの求婚者。K侯爵の自称甥。
ナスターシャ・ペトローヴナ・ジャーブロヴァ
マーリヤ・アレクサンドロヴナに同居している親戚筋の未亡人。
アンナ・ニコラーイェヴナ・アンチーボヴァ
検事夫人。マーリヤ・アレクサンドロヴナの天敵。
ナターリア・ドミートリイェヴナ・パスクージナ
検事夫人の親友。大女。
ソフィア・ペトローヴナ・ファルピーヒナ
大佐夫人。50歳前後の噂好きの女。
スチェパニーダ・マトヴェーイェヴナ
K侯爵の監視役の中年の太った女性。
シチェペチーロフ侯爵
K侯爵の親戚。

## 主な日本語訳
- 『ドストエフスキー全集3 おじさんの夢』 小沼文彦訳、筑摩書房
- 『ドストエーフスキイ全集5 伯父様の夢』 米川正夫訳、河出書房新社
- 『ドストエフスキー全集3 伯父様の夢』 工藤幸雄訳、新潮社